# Oleg Kojemiako
Oleg Nikolaïevitch Kojemiako (en russe : Оле́г Никола́евич Кожемя́ко), né le 17 mars 1962 dans le village de Tchernigovka, raïon de Tchernigovka, kraï du Primorié, RSFSR, URSS, est un homme d'État et une personnalité politique russe. Il est le seul à avoir été gouverneur de quatre sujets différents. Il a été gouverneur de Koriakie, de l'oblast de l'Amour, de l'oblast de Sakhaline, et il est depuis 2018 gouverneur du kraï du Primorié. Ses fonctions l'on fait qualifié par le quotidien russe Vedomosti de « maître de l'Extrême-Orient ».

## Carrière
Kojemiako a été nommé représentant de l'Assemblée législative du kraï du Primorié au Conseil de la fédération en 2002,. Ensuite, il a été élu à la tête du district autonome de Koriakie le 15 avril 2005 et l'a occupé jusqu'à ce que le district fusionne avec l'oblast du Kamtchatka le 30 juin 2007.
Le 16 octobre 2008, le président Dmitri Medvedev l'a nommé gouverneur de l'oblast de l'Amour en remplacement de Nikolaï Kolessov. Le 14 octobre 2012, après le rétablissement des élections directes des gouverneurs, Kojemiako s'est présenté aux élections. Il a été réélu avec plus de 76 % des voix. 
Le président Vladimir Poutine a nommé Kojemiako au poste de gouverneur de l'oblast de Sakhaline le 25 mars 2015 pour remplacer Aleksandr Khorochavine, qui a été arrêté et accusé d'avoir accepté des pots-de-vin. 
Le 26 septembre 2018, Kojemiako a été nommé gouverneur par intérim du kraï du Primorié, et le 16 décembre 2018, il a remporté l'élection gouvernorale du Primorié. À l'élection gouvernorale de 2023, Oleg Kojemiako a été réélu avec 72,78 % des voix. 
En mai 2022, Oleg Kojemiako a été inclus dans la base de données ukrainienne Myrotvorets pour avoir visité le Donbass à la suite de l'invasion russe de l'Ukraine. Il a déclaré à ce propos : « Je suis sincèrement heureux de les rejoindre. ... Je sers la Russie. »,.